# Pierre Alechinsky
Pierre Alechinsky [aleʃɛ̃ski], né le 19 octobre 1927 à Saint-Gilles, à Bruxelles (Belgique), est un peintre et graveur belge naturalisé français.
Membre fondateur du groupe Cobra, son œuvre mêle l'expressionnisme au surréalisme.
Il est le père du poète Ivan Alechine (né en 1952) et du sculpteur Nicolas Alquin (né en 1958).

## Biographie
Le père de Pierre Alechinsky est russe, avec des origines juives, et sa mère est belge, d'origine wallonne. Tous deux sont médecins. Dans les années 1930, Alechinsky étudie à l'école Decroly à Bruxelles. On oblige l’enfant gaucher à écrire de la main droite. La gauche, sa meilleure main, les éducateurs la lui laissent pour les travaux « de moindre importance » : le dessin.
De 1944 à 1948, il étudie l'illustration du livre, la typographie, les techniques de l'imprimerie et la photographie à l'École nationale supérieure d'Architecture et des Arts visuels de La Cambre à Bruxelles. C'est pendant cette période qu'il découvre l'œuvre d'Henri Michaux, de Jean Dubuffet et des surréalistes. Il rencontre et se lie d'amitié avec le critique d'art Jacques Putman, qui consacre de nombreux écrits à son œuvre. Il commence à peindre en 1947 et fait alors partie du groupe Jeune Peinture belge, qui réunit notamment Louis Van Lint, Jan Cox, et Marc Mendelson.

### CoBrA
Pierre Alechinsky devient très rapidement l'un des acteurs majeurs du monde artistique belge de l'après-guerre. Il fonde avec Olivier Strebelle et Michel Olyff dans une maison communautaire, les Ateliers du Marais. Après sa rencontre avec le poète Christian Dotremont, l'un des fondateurs du groupe Cobra, il adhère en 1949 à ce mouvement d'avant-garde artistique, rejoignant Karel Appel, Constant,Corneille, Jan Nieuwenhuys et Asger Jorn. Il participe aussitôt à la première exposition internationale de Cobra au Stedelijk Museum.
Pendant la brève existence du groupe, il s'y implique très fortement, organisant des expositions, comme la deuxième exposition internationale d'art expérimental Cobra au palais des beaux-arts de Bruxelles en 1951 et contribuant à la réalisation de la revue Cobra. Le rôle capital que joue pour lui le mouvement Cobra tient autant aux personnes qu'aux idées défendues : spontanéité sans frein dans l'art, d'où rejet de l'abstraction pure et du « réalisme socialiste », refus de la spécialisation.
Après la dissolution du groupe Cobra, dont il perpétue l'esprit (« CoBrA, c'est mon école », a-t-il pu dire[réf. nécessaire]), Pierre Alechinsky s'installe à Paris, où il côtoie les surréalistes. Il complète sa formation de graveur et s'initie à de nouvelles techniques à l'Atelier 17, dirigé par Stanley Hayter. C'est l'époque, à partir de 1952, où il se lie d'amitié avec Alberto Giacometti, Bram van Velde, Victor Brauner et où il commence une correspondance régulière avec le calligraphe japonais Morita Shiryū de Kyōto.

### La consécration

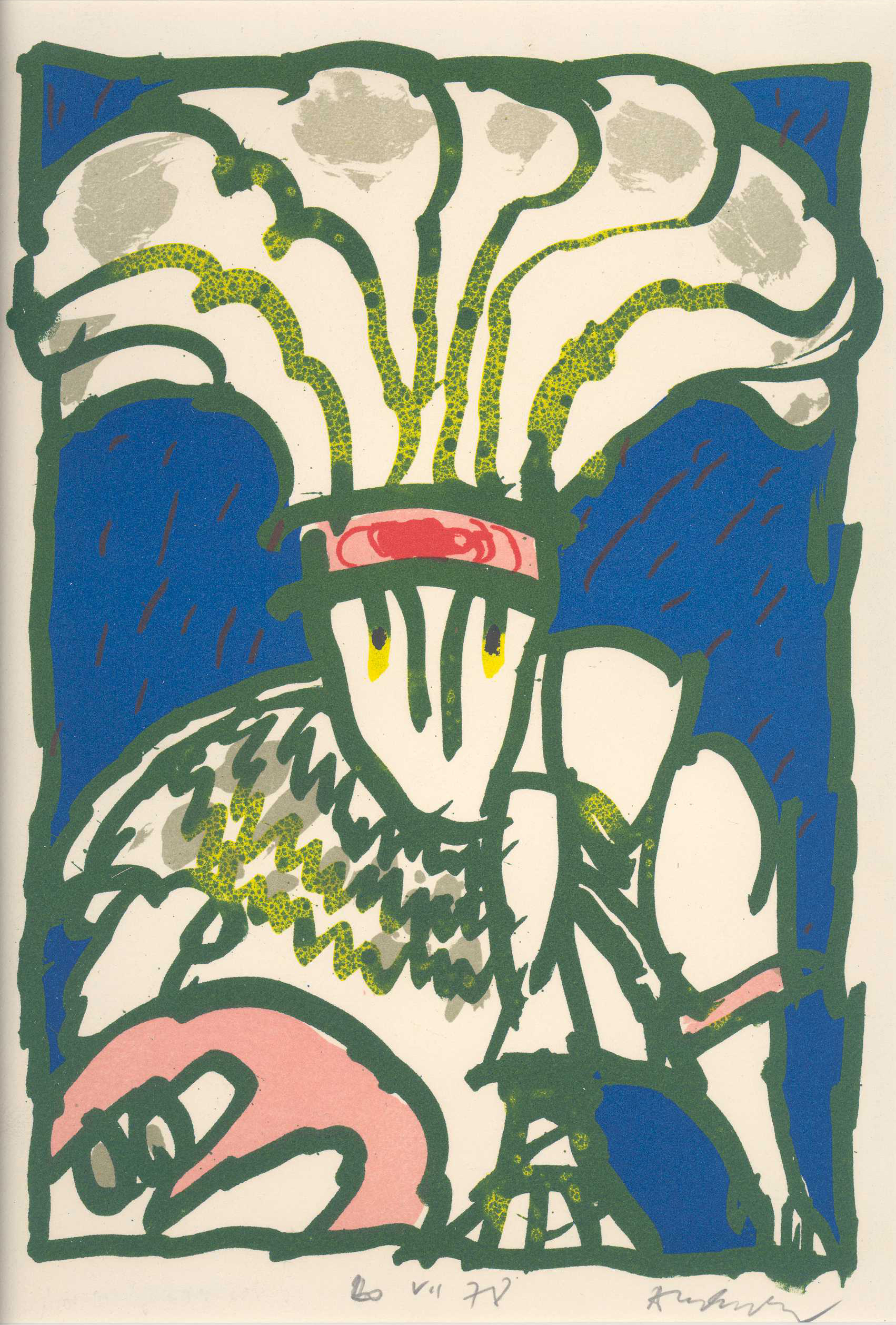
[Titre ?] (1978), lithographie en couleur, Apeldoorn, musée CODA.

En 1954, il fait la connaissance du peintre chinois Walasse Ting, qui a une grande influence dans l'évolution de son œuvre.
Alechinsky présente, cette même année, sa première exposition personnelle à la galerie Nina Dausset, à Paris. Sa première grande exposition est organisée en 1955 au palais des beaux-arts de Bruxelles. En 1958, l’Institute of Contemporary Arts de Londres accueille ses œuvres (Alechinsky : encres). En 1960, lors de la 30e Biennale de Venise , il expose au pavillon belge.
Il abandonne progressivement l'huile pour des matériaux plus rapides et plus souples comme l'encre, qui lui permet de donner libre cours à un style fluide et sensible. Fasciné par la calligraphie orientale, dont la spontanéité l'attire, il effectue plusieurs voyages en Extrême-Orient et tourne en 1955 à Kyōto un film documentaire sur la calligraphie japonaise. Même si La Nuit (1952, Kurashiki, Ohara Museum of art) contient déjà cette inspiration de l'Extrême-Orient par la rencontre entre signe et écriture hors du champ de la couleur, le film Calligraphie japonaise, monté en 1958, témoigne de l'impact de cette découverte sur sa propre technique. Christian Dotremont en a écrit le commentaire et André Souris la musique.
Soutenu par la galerie de France, il effectue, à partir des années 1960, de fréquents séjours à New York, où il découvre en 1965 une technique qui lui convient bien, la peinture acrylique, à laquelle l'initie Walasse Ting. Cette même année, il crée son œuvre la plus célèbre Central Park, avec laquelle il inaugure la peinture « à remarques marginales », inspirée de la bande dessinée, où l'image centrale est entourée, sur les quatre côtés, d'une série de vignettes destinées à compléter le sens du tableau. L'interaction entre les deux zones est à la fois énigmatique et fascinante.
Toujours en 1965, André Breton, un an avant sa mort, invite Pierre Alechinsky à participer à la 21e Exposition internationale du Surréalisme, L'Écart Absolu.
Il illustre le Traité des excitants modernes d'Honoré de Balzac en 1989. Le livre, accompagné d'une postface de Michel Butor est publié par Yves Rivière.
En 1975, le ministère de la Culture lui commande un service de table qu'il a réalisé en collaboration avec la Manufacture de Sèvres. Il sera complété l'année suivante par un service à café au chiffre de Michel Guy. Entre 2000 et 2004, il revient régulièrement dans les ateliers de la manufacture pour peindre des décors sur le service Diane, une forme de service de table issue du répertoire de Sèvres - Cité de la céramique.
En 1998, dans le cadre d'une commande publique, il a réalisé pour la Chalcographie du Louvre une gravure à l'eau-forte et à l'aquatinte intitulée Le Pinceau voyageur.
En 1998, la galerie nationale du Jeu de Paume lui consacre une exposition. En 2004, nouvelle exposition au Centre national d'art et de culture Georges-Pompidou à Paris.
En 1992, on lui confie la décoration de la rotonde d'accès de l'hôtel de Lassay à l'Assemblée nationale.
En avril 2006, il est nommé chevalier de la Légion d'honneur.
En 2006, dans la revue Trou no 16, paraît le travail « Main courante » qu'il a créé spécialement pour cette revue et dont l'édition de tête contient une eau-forte intitulée Temps passé tirée sur des feuilles d'un ancien registre des douanes françaises.
De décembre 2007 à mars 2008, à l'occasion des 80 ans d'Alechinsky, les Musées royaux des beaux-arts de Belgique de Bruxelles lui rendent hommage à travers une exposition rétrospective de l'ensemble de la carrière de l'artiste et c'est à cette occasion qu'il déclara que l'art actuel n'est qu'une question de relation[réf. souhaitée].
La galerie Lelong à Paris représente et expose régulièrement l'œuvre de Pierre Alechinsky depuis 1979.
Il a fait partie du jury du prix Godecharle.

## Œuvres
- 1965 : Central Park, acrylique sur marouflé sur toile, 162 × 193 cm, collection de l'artiste[8].
- 1968 : Coupe sombre, acrylique, parchemin sur toile, 100 × 244 cm, Cologne, musée Ludwig.
- 1969 : Bœuf Gros Sel, Infeuilletable 1 et 2, Nuit Blanche, lithographies.[Où ?]
- 1970 : Loup, encre sur papier (manuscrit d'archive), signée et datée à l'encre rouge en bas au centre, 39 × 23 cm, musée d'Évreux.
- 1976 : Action privilégiée, aquarelle et dessin sur papier, signée et datée à l'encre rouge en haut à gauche, 34 × 24 cm. musée d'Évreux.
- 1980-1983 : Al alimón, série d'aquarelles, dessins et acrylique, peinture acrylique, encre de Chine, 12 œuvres réalisées en collaboration avec le peintre mexicain Alberto Gironella (en), format moyen entre 59-95 × 63–98 cm, collection particulière[réf. nécessaire].
- 1981 : Le Passé inaperçu, acrylique et encre de Chine, musée national d'Art moderne à Paris.
- 1985 : Album et Bleu, 48 dalles de lave émaillées sur un socle en béton[9], au Musée d'art contemporain en plein air du Sart Tilman (université de Liège)[10].
- Paysage calciné, huile sur toile, 114 × 146 cm[11].
- 1992 : les fresques de la rotonde reliant le Palais- Bourbon et la galerie des Fêtes à l'Assemblée nationale, s’articulant autour du thème défini par l’inscription du poète Jean Tardieu : Les hommes cherchent la lumière dans un jardin fragile où frissonnent les couleurs.
- 1991 : Petite Falaise illustrée, plaques de lave émaillée. Décor mural extérieur réalisé pour le musée Pierre-André-Benoit à Alès, qui conserve une vingtaine d'œuvres de l'artiste.
- Non daté :
  - Votre dévoué serviteur, aquarelle sur vélin, 392 × 235 cm, Paris, École nationale supérieure des beaux-arts[12] ;
  - Rendez-vous, encre de Chine sur vergé, 25 × 20,5 cm, Paris, École nationale supérieure des beaux-arts[13] ;
  - Par Porteur, encre de Chine sur papier vergé, 20,8 × 12,9 cm, Paris, École nationale supérieure des beaux-arts[14].
    - Ces trois dessins ont été exécutés sur des courriers adressés à un monsieur Stock, au 15 du quai Malaquais à Paris, où il résidait comme secrétaire personnel du duc Prosper Louis d’Arenberg, jusqu’à la vente de son hôtel en 1823. Mettant en œuvre cette dialectique de l’écrit et du dessin, Alechinsky conçoit avec son pinceau une figure masculine fortement structurée, représentée à mi-corps ou réduite à une tête monumentale. Il utilise les caractéristiques de la lettre, l’adresse, les mots, les cachets, les chiffres qui couvrent le papier pour leur donner un rôle et une place dans la composition qu’il invente[15].

## Expositions
- Alechinsky, musée d'Art moderne de la ville de Paris, 5 février-6 avril 1974. Catalogue, texte Jacques Lassaigne.
- Trente créateurs, Pierre Alechinsky, Olivier Debré, Hans Hartung, François Heaulmé, Roberto Matta, Zoran Mušič, Edouard Pignon, Pierre Soulages…, exposition itinérante en France organisée par André Parinaud, 1975-1976.
- Alechinsky à l'Arte Fiera de Bologne du 22 au 30 mai 1976.
- Alechinsky, 50 ans d'imprimerie, exposition produite par le Centre de la gravure et de l'image imprimée à La Louvière (Belgique) du 29 janvier au 23 avril 2000. Alechinsky. 50 ans d'imprimerie, Riom, musée Mandet, du 4 juin au 31 décembre 2005.
- Alechinsky et les Éditions Fata Morgana, Musée de l'Hospice Saint-Roch, Issoudun, du 15 juin 2011 au 15 septembre 2011[16].
- Alechinsky, Paris, musée national de la Marine, du 14 mai au 13 septembre 1992.
- Genève, galerie Sonia Zannettacci, Alechinsky — Au fil de l’encre, 20 janvier-19 mars 2011. Catalogue, texte de Daniel Abadie.
- Cobra & Cie… dans les collections du Centre de la Gravure, exposition produite par le Centre de la gravure et de l'image imprimée à La Louvière, du 8 mai au 15 août 2004.
- Alechinsky. Sorties de presse, au Botanique à Bruxelles, du 4 mars 2010 au 2 mai 2010, exposition produite par le Centre de la gravure et de l'image imprimée.
- Pierre Alechinsky. Flora Danica, Silkeborg, Museum Jorn, 23 janvier-22 mai 2011.
- Bédarieux, espace d'art contemporain, Alechinsky – les affiches. 10 juin–2 octobre 2011.
- Peter et Pierre. Alechinsky, 40 ans de lithographies avec Peter Bramsen, musée de la Cohue, Vannes, du 7 novembre 2009 au 24 janvier 2010[17].
- Alechinsky : ronds, Galerie Lelong, Paris, du 16 octobre au 21 novembre 2009[18].
- Alechinsky, les affiches, musée de Gajac, Villeneuve-sur-Lot, du 26 juin au 11 octobre 2009[19].
- Alechinsky : les ateliers du Midi, musée Granet, Aix-en-Provence, du 5 juin au 3 octobre 2010[20].
- Alechinsky : L’œuvre gravée, galerie Pascal Lainé, Ménerbes, du 7 juillet au 8 août 2012[21].
- Pierre Alechinsky, Svendborg (Danemark), Villa Tarnborg et Galleri DGV, avril 2012. Catalogue, texte de Lars Morell.
- À contre-vent, Paris, Galerie Lelong, 6 septembre–3 novembre 2012. Catalogue, texte d'Hélène Cixous.
- Alechinsky. Les affiches, Guyancourt, salle d'exposition, 12 septembre–14 octobre 2012.
- Exposition P. Alechinsky, galerie Grand’Rue, Poitiers, 2012.
- Noir et blanc, collège Marcelin Berthelot, Nogent-sur-Oise, 2012.
- Alechinsky et le traité des excitants modernes, Saché, château de Saché, 1er juin-29 septembre 2013.
- Centre d’art graphique de la Métairie Bruyère, Parly, 2013.
- exposition collective, galerie Pascal Lainé, Ménerbes, du 7 octobre 2013 au 12 janvier 2014.
- Pierre Alechinsky. Écritures d'herbes, Maison d'Érasme, Bruxelles, du 22 mai au 16 novembre 2014.
- Pierre Alechinsky en bataille, galerie Bordas, mai-juin 2014, catalogue, Venise, 2014.
- Au fil du pinceau, château Lynch-Bages, Pauillac, du 22 mai au 31 octobre 2014.
- À l'heure qu'il est, Paris, Galerie Lelong, du 6 septembre au 3 novembre 2014[22].
- Spires et Résumé, Paris, Galerie Lelong, du 4 février au 24 mars 2016[23].
- Alechinsky, marginalia, plume et pinceau, Le Cateau-Cambrésis, musée Matisse, du 5 novembre 2016 au 12 mars 2017.
- Alechinsky et les écrivains dans les collections du Centre de la Gravure et de l'Image imprimée, Bucarest, musée national d'Art de Roumanie, du 28 septembre 2016 au 31 janvier 2017.
- Pierre Alechinsky. Les palimpsestes, Centre de la gravure et de l'image imprimée, La Louvière, du 3 juin au 5 novembre 2017.
- Quatorze peintures de l'été 2017, Paris, Galerie Lelong & Co., du 12 octobre 2017 au 25 novembre 2017[24].

## Publications

### Monographies
- Le tout venant, Galerie de France, 1966
- Roue libre, Éditions Skira, 1971
- Les estampes de 1946 à 1972, Éditions Yves Rivière, 1973
- Alechinsky par Yves Rivière, Galerie de France, 1976
- Peintures et écrits, Arts et métiers graphiques, 1977  (ISBN 978-2-7004-0026-7)
- Ensortilèges, Éditions Fata Morgana, 1984
- Max Loreau, Le mythe amplifié, Ed. Galerie Lelong, 1984  (ISBN 2855871298)
- Pierre Descargues, Alechinsky, Bouches et Grilles., Galerie Lelong, Paris, 1986  (ISBN 2855871433)
- Michel Butor et Michel Sicard, ABC de correspondance, Galerie Lelong, Paris, 1986  (ISBN 2-86882-004-2)
- Jacques Dupin, Alechinsky, Laves émaillées, Galerie Lelong, Paris, 1988  (ISBN 2-85587-168-9)
- Jacques Putman, Alechinsky, Paris : CELIV, 1990  (ISBN 2-86535-009-6)
- Petites huiles, Galerie Lelong, 1990  (ISBN 978-2-86882-007-5)
- Lettre suit, Gallimard, 1992  (ISBN 978-2-07-072605-9)
- Gérard Macé, Alechinsky, Suite d'arbres, Paris : Galerie Lelong, 1992  (ISBN 2-85587-203-0)
- L'Avenir de la propriété, Éditions Fata Morgana, 1992  (ISBN 978-2-85194-025-4)
- Baluchon et ricochets, Éditions Gallimard, 1994  (ISBN 978-2-07-073720-8)
- Travaux à deux ou trois, Éditions Galilée, 1994  (ISBN 978-2-7186-0443-5)
- Plans sur la comète, Éditions l'Échoppe, 1994  (ISBN 978-2-84068-012-3)
- D'encre et d'eau, Éditions Yves Rivière, 1995  (ISBN 978-2-85666-023-2)
- Entre les Lignes, Éditions Yves Rivière, 1996  (ISBN 978-2-85666-024-9)
- Deux pinceaux dans le sable, Éditions Actes Sud, 1997  (ISBN 978-2-7427-0872-7)
- Rue de la verrerie, Éditions l'Échoppe, 1997  (ISBN 978-2-84068-079-6)
- Cobra et le bassin parisien, Éditions l'Échoppe, 1997  (ISBN 978-2-84068-078-9)
- Alechinsky, 50 ans d’imprimerie, 2000 Catalogue édité par le Centre de la gravure et de l'image imprimée
- Parfois répondre à un questionnaire, Éditions l'Échoppe, 2003  (ISBN 978-2-84068-140-3)
- Carnets en deux temps, Buchet-Chastel, 2004  (ISBN 978-2-283-02050-0)
- Des deux mains : traits et portraits, Mercure de France, 2004  (ISBN 978-2-7152-2487-2)
- Rein, comme si de rien, Éditions Fata Morgana, 2009  (ISBN 978-2-85194-739-0)
- La gamme d'Ensor, Éditions Fata Morgana, 2009  (ISBN 978-2-85194-748-2)
- Pierre Alechinsky et Didier Semin, A l'heure qu'il est, Ed. Galerie Lelong, 2014  (ISBN 9782868821126)
- Les palimpsestes, Catalogue édité par le Centre de la gravure et de l'image imprimée, 2017

### Ouvrage en collaboration
- Jean-Jacques Levêque, Pierre Alechinsky (ill.), L'Espace d'un doute, Éditions PAB, 1967
- Joyce Mansour, Pierre Alechinsky (ill.), Le Bleu des fonds, Éditions Le Soleil Noir, 1968
- Jean-Clarence Lambert et Pierre Alechinsky, Laborinthe : Code 2 (Bibliopus), Éditions G. Fall, 1973
- Roger Caillois et Pierre Alechinsky, Un Mannequin sur le trottoir, Éditions Y. Rivière, 1974
- Michel Butor et Pierre Alechinsky, Le Rêve de l'ammonite, Éditions Fata Morgana, 1975
- Emil Cioran et Pierre Alechinsky, Essai sur la pensée réactionnaire : à propos de Joseph de Maistre, Éditions Fata Morgana, 1977
- Odysseas Elytis, Jacques Lacarrière, et Pierre Alechinsky, Les Clepsydres de l'inconnu : Poèmes (Dioscures), Éditions Fata Morgana, 1980
- Jean Frémon : Pierre Alechinsky, Notes et remarques sur le motif, derrière le Miroir N 247, Galerie Maeght, 1981
- Jorge Luis Borges et Pierre Alechinsky (ill.), Treize poèmes Dioscures, Éditions Fata Morgana, 1983  (ISBN 978-2-85194-712-3)
- Pierre Alechinsky et Gilbert Lascault, Arrondissements : Avec, pas à pas, leurs légendes, Éditions D. Lelong, 1983
- Michel Butor et Pierre Alechinsky, Le Chien roi, Éditions D. Lelong, 1984
- Roger Caillois et Pierre Alechinsky, La Lumière des songes, Éditions Fata Morgana, 1984
- Jacques Dupin et Pierre Alechinsky (ill.), De singes et de mouches, Éditions Fata Morgana, 1983  (ISBN 978-2-85194-367-5)
- Christian Dotremont et Pierre Alechinsky, Commencements lapons, Éditions Fata Morgana, 1985
- Pierre Alechinsky et Françoise Armengaud, Titres, Éditions Méridiens-Klincksieck, 1988  (ISBN 978-2-86563-203-9)
- Pierre Alechinsky et Christian Dotremont, Dotremont et Cobra-forêt, Éditions Galilée, 1988  (ISBN 978-2-7186-0342-1)
- André Pieyre de Mandiargues et Pierre Alechinsky, Les portes de craie, RLD, 1989
- Pierre Alechinsky et Michel Sicard, Extraits pour traits, Éditions Galilée, 1989  (ISBN 978-2-7186-0320-9)
- Jean Frémon : Eclipses, gravures de Pierre Alechinsky, Fourbis, 1990
- Michel Sicard, Pierre Alechinsky, et Uffe Harder, Flore danoise, Ateliers Dutrou, 1991
- Pierre Alechinsky, Roger Caillois et Amos Kenan, Alechinsky, travaux d'impression, Éditions Galilée, 1992  (ISBN 978-2-7186-0355-1)
- Gérard Macé et Pierre Alechinsky, Choses rapportées du Japon, Éditions Fata Morgana, 1993  (ISBN 978-2-85194-078-0)
- Daniel Abadie, Toiles, grès et porcelaines, Ed. Galerie Lelong, Paris, 1994,  (ISBN 2 85587-205-7)
- Jean-Yves Bosseur et Pierre Alechinsky, La plume : Pour orchestre d'harmonie, Éditions Actes Sud, 1995
- Pierre Alechinsky et Jean Tardieu, Le jardin fragile, Éditions Gallimard, 1995  (ISBN 978-2-07-011524-2)
- Pierre Bettencourt et Pierre Alechinsky, La planète Aréthuse, Ateliers Dutrou, 1996
- Luc de Heusch, Pierre Alechinsky et Adolphe Nysenholc, Cobra en Afrique, Éditions de l'Université de Bruxelles, 1997  (ISBN 978-2-8004-1046-3)
- Salah Stétié et Pierre Alechinsky, 5 dans ton œil, Atelier Dutrou, 1998
- Jean Clair, Alechinsky, Sur le vif, Ed. Galerie Lelong, Paris, 1999,  (ISBN 2 86882-034-4)
- James Ensor, Pierre Alechinsky, Gisèle Ollinger-Zinque, Ensor, Musées royaux des beaux-arts de Belgique, 1999  (ISBN 978-90-76704-06-7)
- Pierre Daix et Pierre Alechinsky, Pierre Alechinsky, Éditions Ides et Calendes, 1999  (ISBN 978-2-8258-0152-9)
- Pierre Alechinsky et Gérard Mans, Hors cadre: Choix de textes, Labor, 2000  (ISBN 978-2-8040-1091-1)
- Pierre Bettencourt et Pierre Alechinsky, Les nonnes grises, Atelier Dutrou, 2002
- Pierre Dumayet et Juan Manuel Bonet, Alechinsky, Le pinceau même, Ed. Galerie Lelong, Paris, 2001,  (ISBN 2 86882-048-4)
- Erik Satie et Pierre Alechinsky, Indications de jeu, La Pierre d'Alun, 2003  (ISBN 978-2-87429-041-1)
- Dominique Radrizzani et Pierre Alechinsky, Carnets en deux temps, Les Cahiers dessinés, 2004
- Georges Bataille et Pierre Alechinsky, Lettre à René Char sur les incompatibilités de l'écrivain, Éditions Fata Morgana, 2005  (ISBN 978-2-85194-665-2)
- René de Obaldia et Pierre Alechinsky, Terrils, Paris : Galerie Lelong, 2006  (ISBN 2 86882-078-6)
- Pierre Alechinsky et Charles Fourier, Harmonie aromale des astres, Éditions Fata Morgana, 2006  (ISBN 978-2-85194-666-9)
- Julien Gracq et Pierre Alechinsky, Plénièrement suivi de Une journée chez Eliza, Éditions Fata Morgana, 2006  (ISBN 978-2-85194-672-0)
- Marcel Proust, Pierre Alechinsky (ill.), Journées de lecture, Éditions Fata Morgana, 2006  (ISBN 978-2-85194-684-3)
- Blaise Cendrars, Pierre Alechinsky (ill.), La Légende de Novgorode, Éditions Fata Morgana, 1996  (ISBN 978-2-85194-428-3)
- Ivan Alechine, Christian Dotremont, et Pierre Alechinsky (ill.), Tapis et caries, Éditions Fata Morgana, 2006  (ISBN 978-2-85194-668-3)
- Daniel Abadie et Pierre Alechinsky, Alechinsky, Éditions de Campredon-Maison René Char, 2006  (ISBN 978-2-7541-0121-9)
- Pierre Dumayet et Pierre Alechinsky, À la recherche du féminin : Abécédaire, Éditions L'Échoppe, 2007  (ISBN 978-2-84068-199-1)
- René de Obaldia et Pierre Alechinsky, Terrils, Galerie Lelong, 2007  (ISBN 978-2-86882-078-5)
- Pierre Alechinsky et Frédéric Charron, Alechinsky : les affiches, Catalogue raisonné des affiches, Éditions Ides et Calendes, collection « Catalogues raisonnés », 2007  (ISBN 978-2-8258-0225-0)
- Hélène Cixous et Pierre Alechinsky, Ciguë : Vieilles femmes en fleurs, Éditions Galilée, 2008  (ISBN 978-2-7186-0773-3)
- Jean-Clarence Lambert et Pierre Alechinsky, Cobra, un art libre : Précédé de Cobra dans le rétroviseur, Éditions Galilée, 2008  (ISBN 978-2-7186-0779-5)
- Pierre André Benoit et Pierre Alechinsky, Immobile mobile, Les éditions de Rivières, 2009
- Daniel Abadie, Ronds, Ed.Galerie Lelong, Paris, 2010,  (ISBN 978-2-86882-089-1)
- Pierre Alechinsky et Dominique Radrizzani, Enfance de la majuscule, Fontfroide, Éditions Fata Morgana, 2010
- Dominique Radrizzani, Alechinsky : Flora Danica, Paris, Les Cahiers dessinés, 2011
- Pierre Alechinsky, André Jacqmain, Philippe Roberts-Jones, Salah Stétié et Danièle de Temmerman, Urvater, histoire d'une collection, Stichting Kunstboek, 2013, Joseph-Berthold Urvater,  (ISBN 978-90-5856-451-1)
- Édouard Chalamet, Pierre Alechinsky (ill.), Reliques d'un monde vacant, Éditions Fata Morgana, 2023

## Récompenses et distinctions
- 1994 : docteur honoris causa de l'Université libre de Bruxelles[25]
- 2006 : Officier de la Légion d'honneur[26]
- 2010 : docteur honoris causa de l'université de Liège[27]
- 2018 : Praemium Imperiale, Association japonaise des beaux-arts[28]

## Collections publiques

### Autriche
- Klosterneuburg, Essl Museum (de).
- Linz, Lentos Kunstmuseum (en).
- Vienne, Albertina.

### Belgique
- Bruxelles
  - Musée René Magritte - Musée d'Art Abstrait.
  - Musées royaux des beaux-arts de Belgique.
- La Louviere, Centre de la gravure et de l'image imprimée : 444 œuvres[29].
- Liège, Musée d'art contemporain en plein air du Sart Tilman

### Canada
- Gatineau[Où ?]
- Joliettemusée d'Art.
- Kingston, Agnes Etherington Art Centre (en).
- Ottawa, Musée des beaux-arts du Canada.
- Québec, Musée national des beaux-arts du Québec[30]
- Toronto, Musée des beaux-arts de l'Ontario.
- Victoriaville, musée Laurier.

### Danemark
- Humlebæk, Louisiana Museum.
- Silkeborg, Museum Jorn[31].

### Espagne
- Madrid, musée national centre d'art Reina Sofía[32].

### États-Unis
- Minneapolis, Walker Art Center[33].
- New York :
  - Metropolitan Museum of Art ;
  - musée Guggenheim ;
  - Museum of Modern Art ;
- Pittsburgh, Carnegie Museum of Art.

### France
De nombreuses institutions françaises conservent des œuvres de Pierre Alechinsky, parmi lesquelles :
- Aix-en-Provence, musée Granet[35].
- Alès, musée-bibliothèque Pierre-André-Benoit.
- Antibes, musée Picasso.
- Arles, musée Réattu.
- Évreux, musée d'Évreux.
- Marseille, musée Cantini.
- Paris :
  - Bibliothèque nationale de France ;
  - Maison de Balzac ;
  - Mobilier national ;
  - musée d'Art moderne de la ville de Paris ;
  - Musée national d'Art moderne.
  - Bibliothèque littéraire Jacques-Doucet
- Saint-Paul-de-Vence, Fondation Maeght.
- Sèvres, Cité de la céramique.
- Strasbourg, musée d'Art moderne et contemporain.
- Plusieurs fonds régionaux d'art contemporain : Basse-Normandie, Centre, Midi-Pyrénées, PACA, Picardie, Poitou-Charente[36].

### Italie
- Tradate, Museo Fisogni.

### Pays-Bas
- Amsterdam, Stedelijk Museum.

### Suisse
- Genève, musée d'Art et d'Histoire[37].
- Vevey, musée Jenisch Vevey.

### Filmographie
- Luc de Heusch, Alechinsky d'après nature, 1970, 20 minutes ; Alechinsky le grand, 1972.
- Jean Antoine, Pierre Alechinsky, 50 minutes, RTBF, Magazine « Styles », 1974 (en ligne).
- Intervention de Pierre Alechinsky dans le film Les Ensortilèges de James Ensor de Nora Philippe, 60 minutes, prod. Abacaris Films, 2010, diffusion ARTE et RTBF, 2011 (en ligne).
- Pierre Alechinsky est coscénariste de Perséphone (1951), le seul film du groupe CoBrA.